# Conodon serrifer
Conodon serrifer és una espècie de peix pertanyent a la família dels hemúlids.

## Descripció
- Pot arribar a fer 34 cm de llargària màxima (normalment, en fa 25).
- Cos allargat i comprimit.
- Boca petita i terminal amb llavis molsuts.
- Aleta dorsal molt dentada i amb 12 espines i 12-13 radis tous.
- El dors és de color gris carbó amb reflexos blaus, el ventre pàl·lid, els flancs amb 7 o 8 franges estretes i fosques, i les aletes de color groc verdós fosc.[4][5][6]

## Hàbitat
És un peix marí, demersal i de clima tropical.

## Distribució geogràfica
Es troba al Pacífic oriental: des del golf de Califòrnia fins al Perú.

## Costums
És bentònic als fons tous de les aigües costaneres.

## Ús comercial
Es captura amb xarxes de tresmall i es comercialitza fresc.

## Observacions
És inofensiu per als humans.